# Heteronarce
Heteronarce ist eine Knorpelfischgattung aus der Ordnung der Zitterrochenartigen (Torpediniformes), die im westlichen Indischen Ozean an den Küsten Ostafrikas, der Arabischen Halbinsel und des Indischen Subkontinents vorkommt. Die kleinen Rochen leben dort in Tiefen von 70 bis 350 Metern.

## Merkmale
Heteronarce-Arten werden maximal 25 cm lang. Die weiche Kopf-Rumpf-Scheibe der Fische ist annähernd rund aber etwas länger als breit. Der Kopf ist relativ klein, der Vorderrand des Kopfes ist abgerundet. Die Augen sind relativ klein aber äußerlich sichtbar. Die Spritzlöcher sind rund, ihr Rand leicht erhoben aber ohne Papillen. Die Nasenöffnungen sind schlitzartig. Das Maul ist klein und vorgestülpt nicht röhrenförmig. In Ober- und Unterkiefer befinden sich jeweils 20 bis 24 Zähne. Die unteren Labialfurchen sind relativ kurz. Die Klaspern geschlechtsreifer Männchen reichen etwas über die Bauchflossenspitzen hinaus. Heteronarce-Arten haben zwei Rückenflossen, die normalerweise gleich groß sind. Die zweite Rückenflosse ist in der Regel mehr abgerundet als die erste. Beide Rückenflosse stehen über den Bauchflossen. Die Hautfalten an den Seiten der Schwanzes sind nur mittelbreit. Die Anzahl der Wirbel liegt bei 81 bis 108, davon sind 21 bis 29 Schwanzwirbel.
Ihre Färbung ist meist einfarbig grau, olivfarben, braun oder rötlich, manchmal auch mit undeutlich ausgeprägten dunklen Flecken. Die Bauchseite ist weiß, cremefarben, grau oder graubraun.

## Arten
Es gibt drei Arten:
- Heteronarce bentuviai (Baranes & Randall, 1989)
- Heteronarce garmani Regan, 1921 (Typusart)
- Heteronarce mollis (Lloyd, 1907)